# 5845 Davidbrewster
5845 Davidbrewster este un asteroid din centura principală de asteroizi.

## Descriere
5845 Davidbrewster este un asteroid din centura principală de asteroizi. A fost descoperit pe 19 august 1988 la Siding Spring de Robert H. McNaught. Asteroidul prezintă o orbită caracterizată de o semiaxă mare de 3,12 ua, o excentricitate de 0,03 și o înclinație de 8,1° în raport cu ecliptica.